# Giải thưởng Hồ Chí Minh đợt VI
Ngày 23 tháng 11 năm 2022, Giải thưởng Hồ Chí Minh đợt VI về Khoa học - Công nghệ đã được Bộ Khoa học Công nghệ tổ chức trao tặng cho 12 công trình.
Đến ngày 19 tháng 5 năm 2023, Bộ Văn hóa, Thể thao và Du lịch cũng tổ chức lễ trao Giải thưởng Hồ Chí Minh đợt VI về Văn học - Nghệ thuật cho 16 tác giả (đồng tác giả).

## Khoa học - công nghệ (12 giải)[1]

### Khoa học xã hội và nhân văn (2 giải)
- Giáo sư, Tiến sĩ Khoa học Nguyễn Quang Hồng với công trình Tự điển chữ Nôm dẫn giải.
- Giáo sư, Nhà giáo Nhân dân Nguyễn Đức Bình với công trình Về cách mạng Việt Nam trong thời đại ngày nay.

### Khoa học tự nhiên (8 giải)
- Kỹ sư Hồ Quang Cua và các cộng sự với công trình: Nghiên cứu chọn tạo và phát triển giống lúa thơm Sóc Trăng: ST24 và ST25 giai đoạn 2008-2016.
- Phó Giáo sư, Tiến sĩ Trần Doãn Sơn với công trình Nghiên cứu đổi mới và phát triển công nghệ và thiết bị chế biến lương thực-thực phẩm và nông sản Việt Nam.
- Lê Văn Dư với công trình 3 tổ hợp lai các giống gà nội Minh Dư Bình Định (MD1.BĐ, MD2.BĐ, MD3.BĐ) giai đoạn 2000-2020.
- Tiến sĩ Nguyễn Văn Trọng và 30 đồng tác giả với công trình Phát triển chăn nuôi thủy cầm ở Việt Nam.
- Nguyễn Quang Mâu và 10 cộng sự với công trình Nghiên cứu công nghệ nghiền khô siêu mịn, nâng cao mức độ tự động hóa và hiệu quả sử dụng nhiệt trong sản xuất ngói cao cấp.
- Tiến sĩ Ngô Hữu Hải và 27 đồng tác giả với công trình Nghiên cứu, phát triển công nghệ để khai thác các mỏ khí - condensate với điều kiện đặc biệt phức tạp thềm lục địa Việt Nam.
- Thạc sĩ Bùi Hoàng Điệp và 11 đồng tác giả với công trình Nghiên cứu phát triển công nghệ thiết kế, thi công, lắp đặt các công trình dầu khí biển siêu trường, siêu trọng phù hợp với điều kiện Việt Nam.
- Kỹ sư Nguyễn Xuân Quang và 10 đồng tác giả với công trình Hệ thống trạm đo carota tổng hợp xách tay TBM-02 và bộ quy trình minh giải tài liệu địa vật lý LOGINTER 2.0.

### Khoa học y dược (2 giải)
- Giáo sư, Tiến sĩ Cao Ngọc Thành và 6 đồng tác giả với công trình Tối ưu hóa công tác chăm sóc sức khỏe sinh sản cho phụ nữ ở vùng có nguồn lực hạn chế: từ nghiên cứu đến triển khai ứng dụng.
- Phó Giáo sư, Tiến sĩ, Thầy thuốc Nhân dân Nguyễn Viết Nhung và 22 đồng tác giả với công trình Nghiên cứu ứng dụng kỹ thuật tiên tiến trong chẩn đoán, điều trị bệnh đường hô hấp.

## Văn học - nghệ thuật (16 giải)[2]

### Văn học (2 giải)
- Hoàng Trung Thông (Đặc Công, Bút Châm) với các tập thơ Đường chúng ta đi (1960), Những cánh buồm (1964), Đầu sóng (1968), Tiếng thơ không dứt (1989).
- Bùi Hiển với tập truyện ký Trong gió cát (1965) và các tập truyện Hoa và thép (1972), Tâm tưởng (1985).

### Nhiếp ảnh (2 giải)
- Chu Chí Thành với bộ ảnh Hai người lính.
- Võ Nguyên Nhân (Võ An Khánh) với bộ ảnh Anh hùng - Bất khuất - Trung hậu - Đảm đang.

### Múa (5 giải)
- Nghệ sĩ Nhân dân Đặng Hùng (Đặng Phải, Bồng Sơn) với các tiết mục múa Nước về, Vũ khúc Raklây, Óng ánh tơ vàng.
- Nghệ sĩ Nhân dân Vũ Việt Cường với tiết mục múa Mâm vàng, tổ khúc múa Sài Gòn ngày ấy, kịch múa Chuyện tình non sông.
- Nghệ sĩ Nhân dân Lê Văn Khình (Lê Khình) với các tiết mục múa Những bông hoa đỏ của rừng, Những cô gái Phiêng Hào.
- Nghệ sĩ Nhân dân Ứng Duy Thịnh với các tác phẩm kịch múa Đất nước,Ngọn lửa và cuốn sách Con đường dân gian đến sáng tạo múa chuyên nghiệp.
- Nghệ sĩ Nhân dân Nguyễn Thị Hiển với tác phẩm thơ múa Hoa phong lan trên đỉnh Truông Bồn, tiết mục múa Xuân về trên bản Khơ Mú, Bức tranh thôn nữ.

### Âm nhạc (2 giải)
- Hồng Đăng (Phan Hồng Đăng) với cụm tác phẩm Lênh đênh, Đêm hành hương về huyền thoại, Buổi tối chuyện một căn nhà nhỏ, Khao khát, Gửi một câu hát cho Tokyo (1999).
- Văn Ký (Vũ Văn Ký) với giao hưởng thơ Ru con, hành khúc Tiến lên thanh niên thế hệ Hồ Chí Minh, Hà Nội mùa xuân (1979).

### Hội họa (1 giải)
- Nguyễn Văn Chước (Bùi Trang Chước) với thiết kế mẫu Huân chương Sao Vàng, Huân chương Hồ Chí Minh, Huân chương Độc lập, Huân chương Lao động, Quốc huy Việt Nam và tác phẩm Khu gang thép Thái Nguyên.

### Sân khấu (3 giải)
- Giáo sư Hoàng Châu Ký với cuốn sách Tuồng cổ (1978) và các kịch bản sân khấu Thanh gươm chủ chiến, Trần Quý Cáp.
- Xuân Trình (Nguyễn Xuân Trình) với kịch bản sân khấu Quê hương Việt Nam (1967), Bạch đàn liễu (1973), Đợi đến mùa xuân (1986).
- Xuân Đức (Nguyễn Xuân Đức) với các kịch bản sân khấu Ám ảnh, Những mặt người thấp thoáng, Nhiệm vụ hoàn thành và tuyển tập kịch Chứng chỉ thời gian.

### Điện ảnh (1 giải)
- Nghệ sĩ Ưu tú Phan Thế Dõng (Trần Nhu, Nguyệt Hải) với các phim tài liệu Du kích Củ Chi, Hạt lúa vành đai, Đội nữ pháo binh Long An.